# Cacalotepec, Oaxaca
Cacalotepec är en ort i Mexiko.   Den ligger i kommunen Mazatlán Villa de Flores och delstaten Oaxaca, i den sydöstra delen av landet, 270 km sydost om huvudstaden Mexico City. Cacalotepec ligger 2 152 meter över havet och antalet invånare är 121.
Terrängen runt Cacalotepec är bergig åt sydväst, men åt nordost är den kuperad. Cacalotepec ligger uppe på en höjd. Runt Cacalotepec är det ganska tätbefolkat, med 78 invånare per kvadratkilometer. Närmaste större samhälle är San Gabriel Casa Blanca, 19,1 km nordväst om Cacalotepec. Omgivningarna runt Cacalotepec är en mosaik av jordbruksmark och naturlig växtlighet.